# Les Violette
Pour plus de détails, voir Fiche technique et Distribution.
Les Violette est un film français réalisé par Benoît Cohen en 2008, sorti l'année suivante.

## Synopsis
Violette, une jeune fille psychologiquement fragile, raconte son histoire familiale mouvementée. Les différents personnages du récit sont joués par trois comédiennes.

## Fiche technique
- Titre : Les Violette
- Réalisation : Benoît Cohen
- Scénario : Benoît Cohen et Eléonore Pourriat d'après la pièce de théâtre d'Emmanuelle Destremau
- Photographie : Bertrand Mouly
- Montage : Marine Deleu
- Production : Benoît Cohen
- Société de production : Shadows Films
- Société de distribution : Pyramide Distribution (France)
- Pays de production :  France
- Genre : drame
- Durée : 70 minutes
- Date de sortie : France : 11 février 2009

## Distribution
- Emmanuelle Destremau : Violette
- Gaëla Le Devehat : Violette
- Éléonore Pourriat : Violette
- Bruno Merle : l'homme au zoo